# Mistrovství světa ve fotbale žen 1999
Mistrovství světa ve fotbale žen 1999 bylo třetí mistrovství pořádané fotbalovou asociací FIFA. Vítězem se stala ženská fotbalová reprezentace Spojených států. Turnaj se konal v šesti městech East Rutherford, Foxborough, Chicago, Landover, Palo Alto, Pasadena, Portland, San José.

## Kvalifikace
Hlavní článek: Kvalifikace na Mistrovství světa ve fotbale žen 1999
| - Afrika (CAF) - Nigérie - Ghana - Asie (AFC) - Severní Korea - Čína - Japonsko - Severní, Střední Amerika a Karibik (CONCACAF) - Kanada - Mexiko - Jižní Amerika (CONMEBOL) - Brazílie |  | - Evropa (UEFA) - Dánsko - Německo - Rusko - Norsko - Švédsko - Itálie - Oceánie (OFC) - Austrálie - Hostitel - USA |

## Základní skupiny

### Skupina A
| Tým           | Z | V | R | P | VG | IG | +/- | B |
| ------------- | - | - | - | - | -- | -- | --- | - |
| USA           | 3 | 3 | 0 | 0 | 13 | 1  | +12 | 9 |
| Nigérie       | 3 | 2 | 0 | 1 | 5  | 8  | −3  | 6 |
| Severní Korea | 3 | 1 | 0 | 2 | 4  | 6  | −2  | 3 |
| Dánsko        | 3 | 0 | 0 | 3 | 1  | 8  | −7  | 0 |

| 19. června 1999 15:00 |        |        |                                                                                    |
| USA                   | 3:0    | Dánsko | Giants Stadium, East Rutherford diváci: 78 972 rozhodčí: Sonia Denoncourt (Canada) |
|                       | Report |        | Giants Stadium, East Rutherford diváci: 78 972 rozhodčí: Sonia Denoncourt (Canada) |

| 20. června 1999 18:30 |        |         |                                                                          |
| Severní Korea         | 1:2    | Nigérie | Rose Bowl, Pasadena diváci: 17 100 rozhodčí: Katriina Elovirta (Finland) |
|                       | Report |         | Rose Bowl, Pasadena diváci: 17 100 rozhodčí: Katriina Elovirta (Finland) |

| 24. června 1999 19:00 |        |         |                                                                               |
| USA                   | 7:1    | Nigérie | Soldier Field, Chicago diváci: 65 080 rozhodčí: Nicole Petignat (Switzerland) |
|                       | Report |         | Soldier Field, Chicago diváci: 65 080 rozhodčí: Nicole Petignat (Switzerland) |

| 24. června 1999 18:00 |        |        |                                                                         |
| Severní Korea         | 3:1    | Dánsko | Civic Stadium, Portland diváci: 20 129 rozhodčí: Martha Toro (Colombia) |
|                       | Report |        | Civic Stadium, Portland diváci: 20 129 rozhodčí: Martha Toro (Colombia) |

| 27. června 1999 16:00 |        |        |                                                                                           |
| Nigérie               | 2:0    | Dánsko | Jack Kent Cook Stadium, Landover diváci: 22 109 rozhodčí: Maria Edilene Siqueira (Brazil) |
|                       | Report |        | Jack Kent Cook Stadium, Landover diváci: 22 109 rozhodčí: Maria Edilene Siqueira (Brazil) |

| 27. června 1999 19:00 |        |               |                                                                                  |
| USA                   | 3:0    | Severní Korea | Foxboro Stadium, Foxborough diváci: 50 484 rozhodčí: Katriina Elovirta (Finland) |
|                       | Report |               | Foxboro Stadium, Foxborough diváci: 50 484 rozhodčí: Katriina Elovirta (Finland) |

### Skupina B
| Tým      | Z | V | R | P | VG | IG | +/- | B |
| -------- | - | - | - | - | -- | -- | --- | - |
| Brazílie | 3 | 2 | 1 | 0 | 12 | 4  | +8  | 7 |
| Německo  | 3 | 1 | 2 | 0 | 10 | 4  | +6  | 5 |
| Itálie   | 3 | 1 | 1 | 1 | 3  | 3  | 0   | 4 |
| Mexiko   | 3 | 0 | 0 | 3 | 1  | 15 | −14 | 0 |

| 19. června 1999 17:30 |        |        |                                                                                        |
| Brazílie              | 7:1    | Mexiko | Giants Stadium, East Rutherford diváci: 78 972 rozhodčí: Nicole Petignat (Switzerland) |
|                       | Report |        | Giants Stadium, East Rutherford diváci: 78 972 rozhodčí: Nicole Petignat (Switzerland) |

| 20. června 1999 16:00 |        |        |                                                                               |
| Německo               | 1:1    | Itálie | Rose Bowl, Pasadena diváci: 17 100 rozhodčí: Bola Elizabeth Abidoye (Nigeria) |
|                       | Report |        | Rose Bowl, Pasadena diváci: 17 100 rozhodčí: Bola Elizabeth Abidoye (Nigeria) |

| 24. června 1999 17:00 |        |        |                                                                         |
| Brazílie              | 2:0    | Itálie | Soldier Field, Chicago diváci: 65 080 rozhodčí: Gitte Nielsen (Denmark) |
|                       | Report |        | Soldier Field, Chicago diváci: 65 080 rozhodčí: Gitte Nielsen (Denmark) |

| 24. června 1999 20:30 |        |        |                                                                             |
| Německo               | 6:0    | Mexiko | Civic Stadium, Portland diváci: 20 129 rozhodčí: Im Eun Ju (Korea Republic) |
|                       | Report |        | Civic Stadium, Portland diváci: 20 129 rozhodčí: Im Eun Ju (Korea Republic) |

| 27. června 1999 13:30 |        |          |                                                                                       |
| Německo               | 3:3    | Brazílie | Jack Kent Cooke Stadium, Landover diváci: 22 109 rozhodčí: Im Eun Ju (Korea Republic) |
|                       | Report |          | Jack Kent Cooke Stadium, Landover diváci: 22 109 rozhodčí: Im Eun Ju (Korea Republic) |

| 27. června 1999 16:30 |        |        |                                                                                       |
| Mexiko                | 0:2    | Itálie | Foxboro Stadium, Foxborough diváci: 50 484 rozhodčí: Bola Elizabeth Abidoye (Nigeria) |
|                       | Report |        | Foxboro Stadium, Foxborough diváci: 50 484 rozhodčí: Bola Elizabeth Abidoye (Nigeria) |

### Skupina C
| Tým      | Z | V | R | P | VG | IG | +/- | B |
| -------- | - | - | - | - | -- | -- | --- | - |
| Norsko   | 3 | 3 | 0 | 0 | 13 | 2  | +11 | 9 |
| Rusko    | 3 | 2 | 0 | 1 | 10 | 3  | +7  | 6 |
| Kanada   | 3 | 0 | 1 | 2 | 3  | 12 | −9  | 1 |
| Japonsko | 3 | 0 | 1 | 2 | 1  | 10 | −9  | 1 |

| 19. června 1999 19:00 |        |        |                                                                                    |
| Japonsko              | 1:1    | Kanada | Spartan Stadium, San José diváci: 23 298 rozhodčí: Maria Edilene Siqueira (Brazil) |
|                       | Report |        | Spartan Stadium, San José diváci: 23 298 rozhodčí: Maria Edilene Siqueira (Brazil) |

| 20. června 1999 16:00 |        |       |                                                                        |
| Norsko                | 2:1    | Rusko | Foxboro Stadium, Foxborough diváci: 14 873 rozhodčí: Xiudi Zuo (China) |
|                       | Report |       | Foxboro Stadium, Foxborough diváci: 14 873 rozhodčí: Xiudi Zuo (China) |

| 23. června 1999 18:00 |        |        |                                                                                     |
| Norsko                | 7:1    | Kanada | Jack Kent Cooke Stadium, Landover diváci: 16 448 rozhodčí: Tammy Ogston (Australia) |
|                       | Report |        | Jack Kent Cooke Stadium, Landover diváci: 16 448 rozhodčí: Tammy Ogston (Australia) |

| 23. června 1999 18:00 |        |       |                                                                              |
| Japonsko              | 0:5    | Rusko | Civic Stadium, Portland diváci: 17 668 rozhodčí: Sandra Hunt (United States) |
|                       | Report |       | Civic Stadium, Portland diváci: 17 668 rozhodčí: Sandra Hunt (United States) |

| 26. června 1999 12:00 |        |       |                                                                            |
| Kanada                | 1:4    | Rusko | Giants Stadium, East Rutherford diváci: 29 401 rozhodčí: Xiudi Zuo (China) |
|                       | Report |       | Giants Stadium, East Rutherford diváci: 29 401 rozhodčí: Xiudi Zuo (China) |

| 26. června 1999 18:30 |        |          |                                                                                           |
| Norsko                | 4:0    | Japonsko | Soldier Field, Chicago diváci: 34 256 rozhodčí: Maricela Contreras De Fuentes (Venezuela) |
|                       | Report |          | Soldier Field, Chicago diváci: 34 256 rozhodčí: Maricela Contreras De Fuentes (Venezuela) |

### Skupina D
| Tým       | Z | V | R | P | VG | IG | +/- | B |
| --------- | - | - | - | - | -- | -- | --- | - |
| Čína      | 3 | 3 | 0 | 0 | 12 | 2  | +10 | 9 |
| Švédsko   | 3 | 2 | 0 | 1 | 6  | 3  | +3  | 6 |
| Austrálie | 3 | 0 | 1 | 2 | 3  | 7  | −4  | 1 |
| Ghana     | 3 | 0 | 1 | 2 | 1  | 10 | −9  | 1 |

| 19. června 1999 17:00 |        |         |                                                                            |
| Čína                  | 2:1    | Švédsko | Spartan Stadium, San José diváci: 23 298 rozhodčí: Virginia Tovar (Mexico) |
|                       | Report |         | Spartan Stadium, San José diváci: 23 298 rozhodčí: Virginia Tovar (Mexico) |

| 20. června 1999 19:30 |        |       |                                                                                 |
| Austrálie             | 1:1    | Ghana | Foxboro Stadium, Foxborough diváci: 14 867 rozhodčí: Kari Seitz (United States) |
|                       | Report |       | Foxboro Stadium, Foxborough diváci: 14 867 rozhodčí: Kari Seitz (United States) |

| 23. června 1999 20:30 |        |         |                                                                                 |
| Austrálie             | 1:3    | Švédsko | Jack Kent Cooke Stadium, Landover diváci: 16 448 rozhodčí: Fatou Gaye (Senegal) |
|                       | Report |         | Jack Kent Cooke Stadium, Landover diváci: 16 448 rozhodčí: Fatou Gaye (Senegal) |

| 23. června 1999 20:30 |        |       |                                                                          |
| Čína                  | 7:0    | Ghana | Civic Stadium, Portland diváci: 17 668 rozhodčí: Elke Günthner (Germany) |
|                       | Report |       | Civic Stadium, Portland diváci: 17 668 rozhodčí: Elke Günthner (Germany) |

| 26. června 1999 14:30 |        |           |                                                                                      |
| Čína                  | 3:1    | Austrálie | Giants Stadium, East Rutherford diváci: 29 401 rozhodčí: Sandra Hunt (United States) |
|                       | Report |           | Giants Stadium, East Rutherford diváci: 29 401 rozhodčí: Sandra Hunt (United States) |

| 26. června 1999 16:00 |        |         |                                                                           |
| Ghana                 | 0:2    | Švédsko | Soldier Field, Chicago diváci: 34 256 rozhodčí: Sonia Denoncourt (Canada) |
|                       | Report |         | Soldier Field, Chicago diváci: 34 256 rozhodčí: Sonia Denoncourt (Canada) |

## Play off

### Čtvrtfinále
| 30. června 1999 17:00 |        |       |                                                                                  |
| Čína                  | 2:0    | Rusko | Spartan Stadium, San José diváci: 21 411 rozhodčí: Nicole Petignat (Switzerland) |
|                       | Report |       | Spartan Stadium, San José diváci: 21 411 rozhodčí: Nicole Petignat (Switzerland) |

| 30. června 1999 19:30 |        |         |                                                                               |
| Norsko                | 3:1    | Švédsko | Spartan Stadium, San José diváci: 21 411 rozhodčí: Im Eun Ju (Korea Republic) |
|                       | Report |         | Spartan Stadium, San José diváci: 21 411 rozhodčí: Im Eun Ju (Korea Republic) |

| 1. července 1999 19:00 |        |         |                                                                                   |
| USA                    | 3:2    | Německo | Jack Kent Cooke Stadium, Landover diváci: 54 642 rozhodčí: Martha Toro (Colombia) |
|                        | Report |         | Jack Kent Cooke Stadium, Landover diváci: 54 642 rozhodčí: Martha Toro (Colombia) |

| 1. července 1999 21:30 |              |         |                                                                                    |
| Brazílie               | 4:3 (prodl.) | Nigérie | Jack Kent Cooke Stadium, Landover diváci: 54 642 rozhodčí: Virginia Tovar (Mexico) |
|                        | Report       |         | Jack Kent Cooke Stadium, Landover diváci: 54 642 rozhodčí: Virginia Tovar (Mexico) |

### Semifinále
| 4. července 1999 13:30 |        |          |                                                                                  |
| USA                    | 2:0    | Brazílie | Stanford Stadium, Palo Alto diváci: 73 123 rozhodčí: Katriina Elovirta (Finland) |
|                        | Report |          | Stanford Stadium, Palo Alto diváci: 73 123 rozhodčí: Katriina Elovirta (Finland) |

| 4. července 1999 19:30 |        |      |                                                                               |
| Norsko                 | 0:5    | Čína | Foxboro Stadium, Foxborough diváci: 8 986 rozhodčí: Sonia Denoncourt (Canada) |
|                        | Report |      | Foxboro Stadium, Foxborough diváci: 8 986 rozhodčí: Sonia Denoncourt (Canada) |

### O 3. místo
| 10. července 1999 10:15 |              |        |                                                                         |
| Brazílie                | 0:0 (prodl.) | Norsko | Rose Bowl, Pasadena diváci: 90 185 rozhodčí: Im Eun Ju (Korea Republic) |
|                         | Report       |        | Rose Bowl, Pasadena diváci: 90 185 rozhodčí: Im Eun Ju (Korea Republic) |

|                                            |     | Penaltový rozstřel                                                       |  |
| Pretinha Cidinha Kátia Maicon Nenê Formiga | 5:4 | Riiseová Pettersenová Jørgensenová Sandauneová Gulbrandsenová Aarønesová |  |

### Finále
| 10. července 1999 12:50 |              |      |                                                                            |
| USA                     | 0:0 (prodl.) | Čína | Rose Bowl, Pasadena diváci: 90 185 rozhodčí: Nicole Petignat (Switzerland) |
|                         | Report       |      | Rose Bowl, Pasadena diváci: 90 185 rozhodčí: Nicole Petignat (Switzerland) |

|                                                     |     | Penaltový rozstřel                         |  |
| Overbecková Fawcettová Lillyová Hammová Chastainová | 5:4 | Xie H.L. Qiu H.Y. Liu Y. Zhang O.Y. Sun W. |  |